# Ahegao

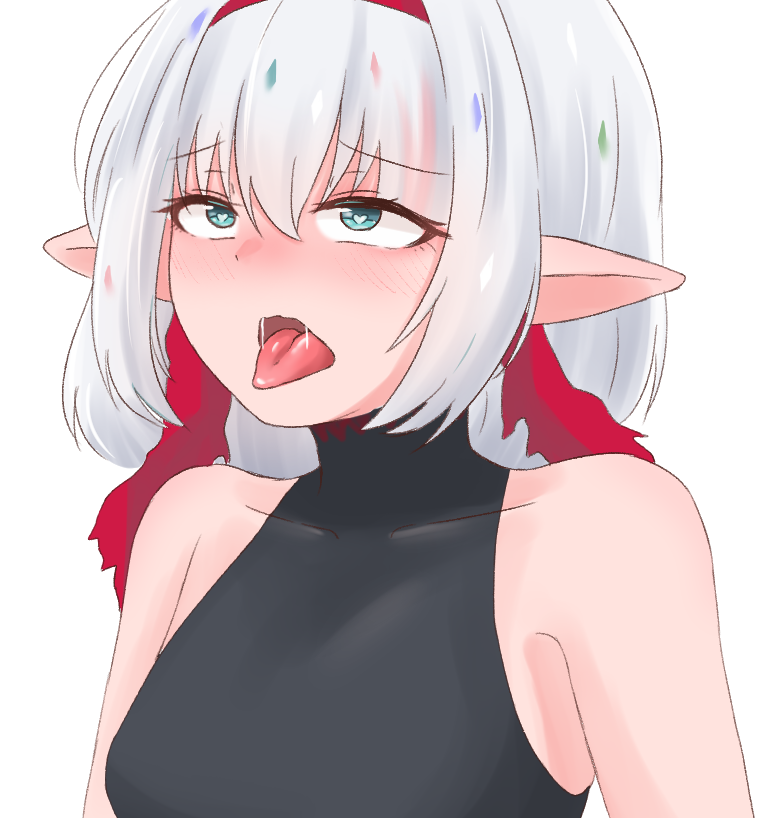
El ahegao suele tener connotaciones sexuales

La youtuber Belle Delphine se destacó por vídeos poniendo cara ahegao, que le generó atención mediática.

El ahegao (アヘ顔?) —a veces escrito como «ahe gao», «ahego» o «cara ahegao», también llamado O-Face— es un término originario del idioma japonés que describe la expresión facial que muestra un estado rotundo de placer, usualmente de carácter sexual, en el rostro de un individuo (mayormente mujeres) durante el sexo, generalmente con ojos en blanco o bizcos, lengua protuberante y rostro ligeramente enrojecido, para mostrar disfrute o éxtasis. El estilo se usa a menudo en manga erótico, anime (hentai) y videojuegos (eroge).

## Historia
También conocido como O-Face, el término ahegao se remonta al menos a principios de la década de 1990. Las revistas pornográficas usaron la palabra para describir las expresiones faciales de las actrices durante el orgasmo. En el mismo contexto, ahegao se utilizó en algunas publicaciones en 2channel y su comunidad hermana para contenido para adultos, BBSPink, así como en videos pornográficos en plataformas de comercio electrónico para adultos a principios de la década de 2000.
A mediados de la década de 2000, el uso del término aumentó, y el estilo de dibujo se volvió bastante convencional y comenzó a extenderse por toda la cultura otaku. En 2008, se lanzó la primera antología de cómics Dōjin con temática de ahegao, A-H-E. En la década de 2010, las principales editoriales produjeron más antologías de cómics con temas de ahegao. En ese momento, la expresión facial apareció en videos pornográficos regulares durante la popularización de los fetiches hentai en la industria del sexo de la vida real.
Además, las expresiones faciales exageradas tipo ahegao a veces aparecen en trabajos normales de anime y manga, en un contexto no sexual.

## Descripción
La ilustración de origen japonés, en la mayoría dibujos en blanco y negro, se caracteriza por los ojos mirando hacia arriba, en blanco, bizcos o mirando al infinito, a veces con pupilas en forma de corazones (los ojos también pueden estar medio abiertos y/o llorosos), la lengua afuera y ensalivada, y las mejillas ruborizadas. Por lo general se utiliza para describir sensaciones de gran placer, sean sexuales o no.